# Palín (Slovacchia)
Palín (in ungherese Pályin) è un comune della Slovacchia facente parte del distretto di Michalovce, nella regione di Košice.